# Besarion Jughashvili

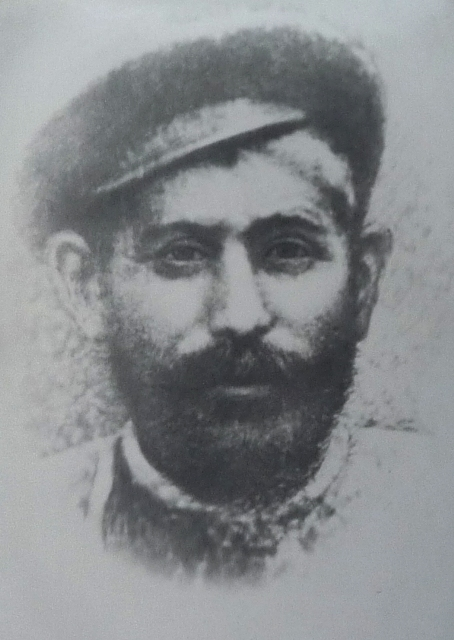
Besarion Jughashvili.

Besarion Vanovis Jughashvili (em georgiano:  ბესარიონ  ჯუღაშვილი Bessarion Djoughachvili, em russo:  Виссарион Вановис Джугашвили; 1849 ou 1850 - 1909) foi o pai de Josef Stalin. Seu sobrenome significa  filho de Juga , e é derivado do osseta йуга Juga (que significa 'rebanho') ou do antigo georgiano ჯუღა  djuga - 'aço'.

## Família e infância
Besarion Jughashvili era neto paterno do osseta Zaza Jughashvili, do vilarejo de Geri, ao norte de Gori. Em meados do século XIX, Zaza participou de uma revolta camponesa em Ananuri, uma sede do pequeno condado de Ger próximo ao Rio Araguevi. A revolta foi esmagada pelos soldados imperiais, e Zaza foi capturado com outros nove rebeldes. Zaza fugiu e se escondeu em Gori, onde ele foi recapturado e reenviado como um servo do príncipe Eristavi. Ele se envolveu em outra revolta na propriedade de Eristavi. Não se sabe quem foi sua esposa, ou o número exato de filhos que teve. Vano Djughashvili, pai de Besarion, tendeu as vinhas do príncipe georgiano Badur Machabeli na aldeia de Didi-Lilo. Besarion nasceu em uma família de servos cristãos ortodoxos da aldeia de Didi-Lilo na Geórgia, provavelmente em 1850. Besarion tinha um irmão chamado Giorgi que foi assassinado por bandidos. 

## Vida posterior e Stalin
Segundo a família Arsoshvili (parentes dos Djughashvili e residentes de longa data de Didi Lilo), Djughashvili (apelidado de "Beso") não podia pagar um imposto de três rublos e teve que se deslocar para Gori em busca de emprego. 
Em Gori, ele viveu em uma casa de Kulumbegashvili, onde, Jughashvili encontraria emprego como sapateiro e se casaria com Ekaterina (Keke) Geladze em 30 de maio de 1872. Ele foi um poliglota, sendo fluente em georgiano, russo, turco e armênio.  Seus dois primeiros filhos (Mikhail e Giorgi) morreram quando crianças em 1875 e 1877 com menos de um ano, o último de sarampo. Beso logo desenvolveu um problema grave de alcoolismo. Souvarine, biógrafo francês de Stalin, especula que as deficiências de nascença de Stalin, nomeadamente seus dois pés contíguos, foram, provavelmente, devido ao alcoolismo de seu pai.  Djughashvili finalmente abriu sua própria oficina, e por um tempo ele e sua família foram prósperos e felizes, até que o problema da bebida ressurgiu. Em seguida, ele se tornou muito abusivo em relação a sua esposa e filho, em um ponto de ter tentado estrangular Keke. A sua capacidade para trabalhar também sofreu, ao ponto de que sua oficina foi mantida viva somente por seus aprendizes. Embora Besarion quisesse que seu filho seguisse seus passos e se tornasse um sapateiro, sua mãe, em vez disso, matriculou Josef na escola para ser educado para o sacerdócio ortodoxo. Isto enfureceu Besarion, que em uma fúria de bêbado, vandalizou uma taberna local e atacou o chefe de polícia da vila. Por isso, ele foi expulso de Gori. 
Ele se mudou para Tbilisi, onde encontrou trabalho na fábrica de sapatos de Adelkhanov, enquanto sua esposa e filho permaneceram em Gori. Quando seu filho entrou em um seminário ortodoxo em Tbilisi, Beso fez uma tentativa frustrada de removê-lo e ensinar-lhe o ofício de sapateiro. Ele voltou-se depois exigindo três rublos de seu filho, que estava se afastando. Stalin ameaçou chamar a guarda, caso o pai não o permitisse partir, então ele se foi.  Stalin ainda visitou seu pai com o primo de sua mãe, enquanto no seminário. Beso lhe daria botas de couro de presente.
Em janeiro 1900, Stalin foi preso pela primeira vez, porque seu pai não tinha pagado seus impostos para a sua aldeia. Os amigos de Stalin pagaram por ele. 
Em maio de 1901, Beso encontrou seu filho pela última vez. Soso, como era chamado, estava organizando uma greve na fábrica de sapatos de Adelkhanov, onde Beso trabalhou. Beso pediu a seu filho "Por que você veio aqui? Para enfrentar estes sujeitos? Por que você não está aprendendo uma profissão?" 

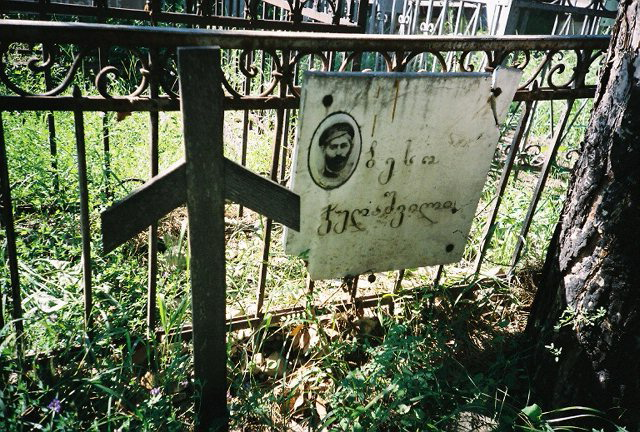
Túmulo de Besarion Jughashvili em Telavi, Geórgia.

Em maio de 1902, ele acidentalmente encontrou sua ex-esposa quando ia visitar Stalin na prisão em Batumi, assim gritou: "Pare ou eu vou te matar! Ele [Stalin] quer virar o mundo de cabeça para baixo. Se você não o tivesse levado para a escola seria um artesão, agora ele está na prisão. Eu mato um filho assim com minhas próprias mãos, ele me desgraçou". Uma multidão protegeu a mulher dele; e nunca mais se viram. 
Besarion morreu em 25 de agosto de 1909, no Hospital de Mikhailovsky em Tiflis, sofrendo de colite, tuberculose e pneumonia crônica.  Ele está enterrado em Telavi, Geórgia, em um túmulo como um indigente. Não fez nenhum esforço para contatar seu filho.